# Tetragnatha sternalis
Tetragnatha sternalis là một loài nhện trong họ Tetragnathidae.
Loài này thuộc chi Tetragnatha. Tetragnatha sternalis được miêu tả năm 1849 bởi Nicolet.